# Mistrovství světa v silniční cyklistice 2016
Mistrovství světa v silniční cyklistice 2016 se uskutečnilo v katarském Dauhá od 9. do 16. října 2016. Byl to 89. ročník mistrovství světa a první ročník konaný v Kataru nebo Středním východu. Šampionát byl přesunut z tradičního září na říjen kvůli extrémnímu horku a bouřlivému počasí.

## Volba
Katar byl oznámen jako pořadatelská země během Mistrovství světa v silniční cyklistice 2012 v Nizozemsku. Norsko se také ucházelo o právo pořádat šampionát, ale neuspělo. Norsko nakonec šampionát pořádalo o rok později.

## Program
Všechny časy v tabulce jsou uváděny v arabském standardním čase (UTC+3).
| 9. října             | 14:10           | 15:15           | Ženské týmy     | 40 km           | 40 km   |      |      |      |      |
| 9. října             | 15:20           | 16:40           | Mužské týmy     | 40 km           | 40 km   |      |      |      |      |
| Individuální časovky |                 |                 |                 |                 |         |      |      |      |      |
| 10. října            | 9:30            | 10:40           | Ženy juniorky   | 13,7 km         | 13,7 km |      |      |      |      |
| 10. října            | 11:30           | 15:50           | Muži do 23 let  | 28,9 km         | 28,9 km |      |      |      |      |
| 11. října            | 9:00            | 12:30           | Muži junioři    | 28,9 km         | 28,9 km |      |      |      |      |
| 11. října            | 13:30           | 16:45           | Ženy elite      | 28,9 km         | 28,9 km |      |      |      |      |
| 12. října            | 13:45           | 16:05           | Muži elite      | 40 km           | 40 km   |      |      |      |      |
| Silniční závody      | Silniční závody | Silniční závody | Silniční závody | Silniční závody | Kola    | Kola | Kola | Kola | Kola |
| 13. října            | 12:00           | 15:55           | Muži do 23 let  | 165,7 km        | 10      |      |      |      |      |
| 14. října            | 8:30            | 10:30           | Ženy juniorky   | 74,5 km         | 4       |      |      |      |      |
| 14. října            | 13:15           | 16:30           | Muži junioři    | 135,3 km        | 8       |      |      |      |      |
| 15. října            | 12:45           | 16:20           | Ženy elite      | 134,1 km        | 7       |      |      |      |      |
| 16. října            | 10:30           | 16:35           | Muži elite      | 257,3 km        | 7       |      |      |      |      |

## Medailisté

### Elitní závody
| Závod          | Zlato | Zlato         | Stříbro | Stříbro       | Bronz | Bronz         |
| Mužské závody  | Mužské závody | Mužské závody | Mužské závody | Mužské závody | Mužské závody | Mužské závody |
| -------------- | --- | ------------- | --- | ------------- | --- | ------------- |
| Silniční závod | Peter Sagan (SVK) | 5h 40' 43"    | Mark Cavendish (GBR) | + 0"          | Tom Boonen (BEL) | + 0"          |
| Časovka        | Tony Martin (GER) | 44' 42,99"    | Vasil Kiryienka (BLR) | + 45,05"      | Jonathan Castroviejo (ESP) | + 1' 10,91"   |
| Týmová časovka | Etixx–Quick-Step | 42' 32,39"    | BMC Racing Team | + 11,69"      | Orica–BikeExchange | + 37,12"      |
| Týmová časovka | Bob Jungels (LUX) Marcel Kittel (GER) Yves Lampaert (BEL) Tony Martin (GER) Niki Terpstra (NED) Julien Vermote (BEL)                                | 42' 32,39"    | Rohan Dennis (AUS) Stefan Küng (SUI) Daniel Oss (ITA) Taylor Phinney (USA) Manuel Quinziato (ITA) Joey Rosskopf (USA)                         | + 11,69"      | Luke Durbridge (AUS) Alex Edmondson (AUS) Michael Hepburn (AUS) Daryl Impey (RSA) Michael Matthews (AUS) Svein Tuft (CAN)                     | + 37,12"      |
| Ženské závody  | |               | |               | |               |
| Silniční závod | Amalie Dideriksenová (DEN) | 3h 10' 27"    | Kirsten Wildová (NED) | + 0"          | Lotta Lepistöová (FIN) | + 0"          |
| Časovka        | Amber Nebenová (USA) | 36' 37,04"    | Ellen van Dijková (NED) | + 5,99"       | Katrin Garfootová (AUS) | + 8,32"       |
| Týmová časovka | Boels–Dolmans | 48' 41,62"    | Canyon–SRAM | + 48,24"      | Cervélo–Bigla Pro Cycling | + 1' 56,47"   |
| Týmová časovka | Chantal Blaaková (NED) Karol-Ann Canuelová (CAN) Lizzie Deignanová (GER) Christine Majerusová (LUX) Evelyn Stevensová (USA) Ellen van Dijková (NED) | 48' 41,62"    | Alena Amialiusiková (BLR) Hannah Barnesová (GBR) Lisa Brennauerová (GER) Elena Cecchiniová (ITA) Mieke Krögerová (GER) Trixi Worracková (GER) | + 48,24"      | Ciara Horneová (GBR) Lisa Kleinová (GER) Lotta Lepistöová (FIN) Ashleigh Moolmanová (RSA) Joëlle Numainvilleová (CAN) Stephanie Pohlová (GER) | + 1' 56,47"   |

### Závody do 23 let
| Závod                    | Zlato                      | Zlato         | Stříbro                     | Stříbro       | Bronz                | Bronz         |
| Mužské závody            | Mužské závody              | Mužské závody | Mužské závody               | Mužské závody | Mužské závody        | Mužské závody |
| ------------------------ | -------------------------- | ------------- | --------------------------- | ------------- | -------------------- | ------------- |
| Silniční závod do 23 let | Kristoffer Halvorsen (NOR) | 3h 40' 53"    | Pascal Ackermann (GER)      | + 0"          | Jakub Mareczko (ITA) | + 0"          |
| Časovka do 23 let        | Marco Mathis (GER)         | 34' 08,09"    | Maximilian Schachmann (GER) | + 18,63"      | Miles Scotson (AUS)  | + 37,98"      |

### Juniorské závody
| Závod                   | Zlato                     | Zlato         | Stříbro                   | Stříbro       | Bronz                     | Bronz         |
| Mužské závody           | Mužské závody             | Mužské závody | Mužské závody             | Mužské závody | Mužské závody             | Mužské závody |
| ----------------------- | ------------------------- | ------------- | ------------------------- | ------------- | ------------------------- | ------------- |
| Silniční závod juniorů  | Jakob Egholm (DEN)        | 2h 58' 19"    | Niklas Märkl (GER)        | + 7"          | Reto Müller (SUI)         | + 7"          |
| Časovka juniorů         | Brandon McNulty (USA)     | 34' 42,29"    | Mikkel Bjerg (DEN)        | + 35,18"      | Ian Garrison (USA)        | + 53,08"      |
| Ženské závody           |                           |               |                           |               |                           |               |
| Silniční závod juniorek | Elisa Balsamová (ITA)     | 1h 53' 04"    | Skylar Schneiderová (USA) | + 0"          | Susanne Andersenová (NOR) | + 0"          |
| Časovka juniorek        | Karlijn Swinkelsová (NED) | 18' 21,77"    | Lisa Morzentiová (ITA)    | + 7,35"       | Juliette Labousová (FRA)  | + 21,35"      |